# Lela Dschawachischwili
Lela Dschawachischwili (georgisch ლელა ჯავახიშვილი; * 23. April 1984 in Telawi, Georgische SSR, UdSSR) ist eine georgische Schachspielerin. Beim Weltschachbund FIDE wird ihr Nachname Javakhishvili geschrieben.

## Titel und Rating
Seit November 2003 trägt sie den Titel Großmeister der Frauen (WGM). Die erforderliche Normen erfüllte sie bei der georgischen Einzelmeisterschaft 2000 in Tiflis, beim European Club Cup der Frauen 2002 in Antalya und bei der europäischen Einzelmeisterschaft der Frauen 2003. Die beiden letzten Normen galten gleichzeitig als Normen für den Titel eines Internationalen Meisters (IM), eine weitere IM-Norm erfüllte Dschawachischwili beim Frauenturnier der Schacholympiade 2004 in Calvià, so dass ihr der IM-Titel im Mai 2005 verliehen wurde. Im Januar 2015 liegt sie auf dem dritten Platz der georgischen Frauenrangliste, ihre beste Position auf der Frauenweltrangliste der FIDE war der 14. Platz im Oktober 2007 und März 2010.

## Einzelmeisterschaften
1996 wurde sie in Rimavská Sobota Zweite der Mädcheneuropameisterschaft U12. Die Mädcheneuropameisterschaft U14 gewann sie 1998 im österreichischen Mureck. Bei der U14-Weltmeisterschaft der weiblichen Jugend wurde sie im selben Jahr im spanischen Oropesa del Mar Zweite. Die Europameisterschaft U18 weiblich in Litochoro 1999 beendete sie mit dem dritten Platz, die Jugendweltmeisterschaft derselben Altersklasse in Oropesa del Mar 1999 ebenfalls als Dritte. Bei der Jugendeuropameisterschaft U20 weiblich im Jahre 2001 wurde sie in Rio (Achaia) Zweite hinter Iweta Radziewicz. 2005 gewann sie ein internationales Damenturnier in Şəki. 2007 gewann sie in Tiflis die georgische Fraueneinzelmeisterschaft, zum zweiten Mal nach 2001, 2016 zum dritten Mal.
Im Juni 2004 erregte sie Aufmerksamkeit durch die Veröffentlichung eines Briefes an die FIDE, in dem sie gemeinsam mit WGM Ana Matnadse verschiedene Aspekte der Frauenweltmeisterschaft kritisierte.

## Mannschaftsmeisterschaften

### Nationalmannschaft
Mit der georgischen Nationalmannschaft nahm sie an den Frauenolympiaden 2004, 2006, 2008, 2010, 2012 und 2014 teil, wobei sie 2006 eine Bronzemedaille für ihr Ergebnis von 8,5 aus 11 am dritten Brett gewann, 2008 eine Goldmedaille für den Mannschaftssieg und 2010 eine Bronzemedaille mit der Mannschaft. An der Mannschaftsweltmeisterschaft der Frauen nahm sie 2007, 2009, 2011, 2013 und 2015 teil. Sie erreichte mit der Mannschaft 2011 den dritten Platz und gewann das Turnier 2015. In der Einzelwertung gewann sie 2007 am zweiten Brett Silber und 2013 am dritten Brett Bronze. An der Mannschaftseuropameisterschaft der Frauen nahm Dschawachischwili ebenfalls 2007, 2009, 2011, 2013 und 2015 teil. Sie erreichte mit der Mannschaft 2009 den zweiten sowie 2011 und 2015 den dritten Platz, in der Einzelwertung gewann sie 2009 am zweiten Brett, 2013 am Reservebrett und 2015 am dritten Brett.

### Vereine
Vereinsschach spielt sie für den Verein NTN Tiflis (ab 2007 umbenannt in Interplast Tiflis, ab 2009 umbenannt in Samaia Tiflis), mit dem sie 2004 in Izmir und 2005 in Saint-Vincent den European Club Cup der Frauen gewinnen konnte. Für ihr Ergebnis von 4 aus 5 am dritten Brett 2004 (Elo-Performance 2590) erhielt sie zusätzlich eine individuelle Goldmedaille. Eine weitere individuelle Goldmedaille erzielte sie mit Mika Jerewan beim Club Cup 2012 in Eilat für ihr Ergebnis von 5,5 aus 7 am vierten Brett. Insgesamt nahm sie seit 2002 elfmal am European Club Cup der Frauen und gewann acht Mannschaftsmedaillen (zwei erste, vier zweite und zwei dritte Plätze) sowie vier individuelle Medaillen (je ein erster und zweiter Platz, zwei dritte Plätze). In der türkischen 1. Liga, der İş Bank Turkish Super League, spielt sie für Antalya Çallıspor, in Frankreich seit 2007 für Club de Bischwiller und gewann mit diesem 2008 und 2015 die französische Mannschaftsmeisterschaft der Frauen. Vereinsschach spielt sie auch in Rumänien, Kroatien (für Rijeka), China (2012 bei Wuxi Huafang Construction, 2013 beim Meister Tianjin Nankai University, 2016 bei Qingdao School und 2019 bei Chongqing Jiulongpo Yucai) und dem Iran (am Spitzenbrett des iranischen Frauenmeisters 2010 Persepolis). In der deutschen Frauenbundesliga spielt Dschawachischwili seit der Saison 2016/17 für den SK Schwäbisch Hall.